# Тростяниця (Коростенський район)
Тростяни́ця — село в Україні, в Коростенському районі Житомирської області. Населення становить 90 осіб. Входить до складу Малинської міської громади.

## Населення

### Мова
Розподіл населення за рідною мовою за даними перепису 2001 року:
| Мова       | Кількість | Відсоток |
| ---------- | --------- | -------- |
| українська | 89        | 98.89%   |
| російська  | 1         | 1.11%    |
| Усього     | 90        | 100%     |